# Franz Anton Germiller
Franz Anton Germiller (* 30. Juni 1682 in Mindelheim; † 3. April 1750 ebenda) war ein Maler des Barocks.

## Leben

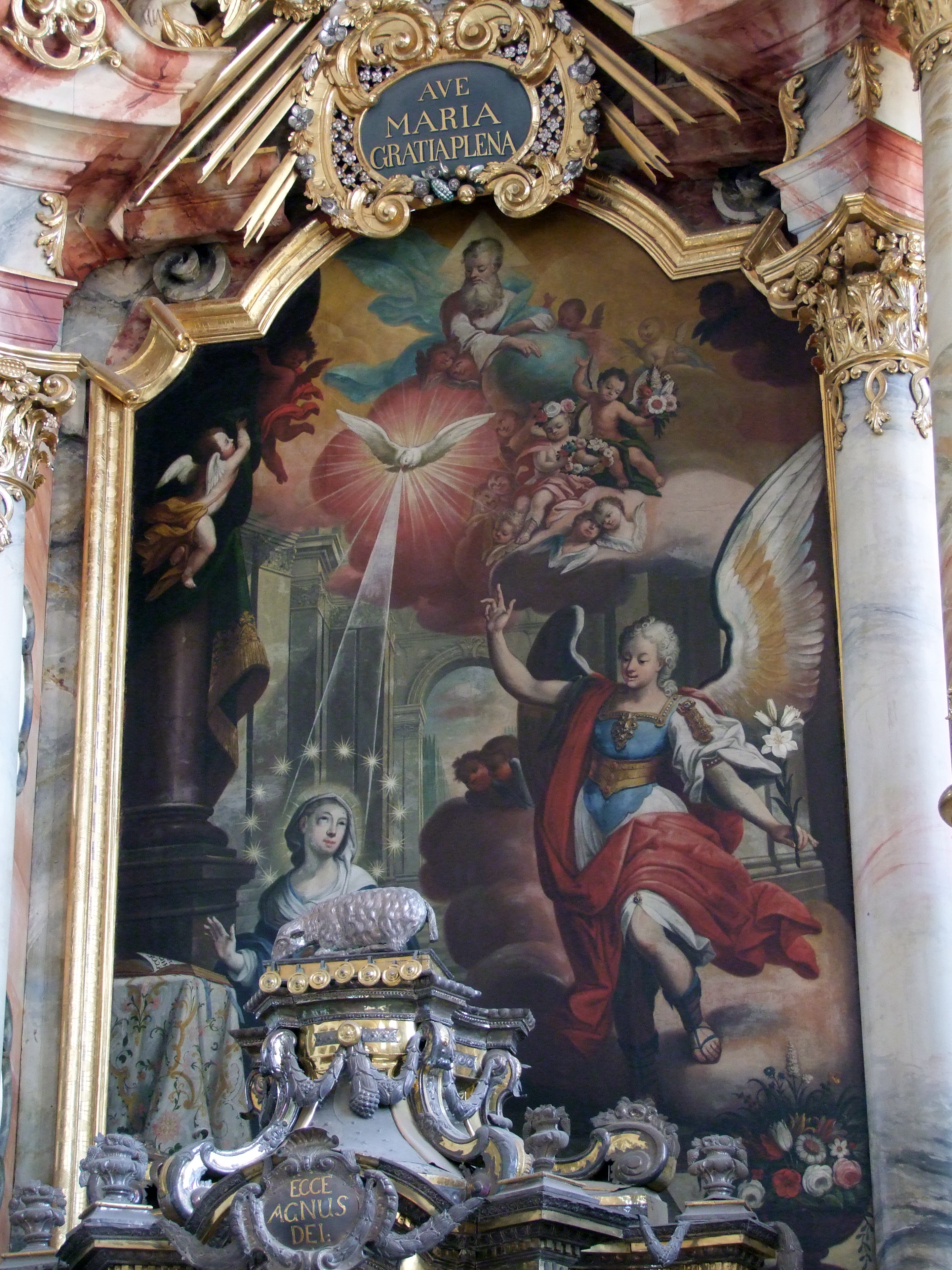
Das von Germiller gemalte Hochaltarbild in Mariä Verkündigung in Mindelheim

Franz Anton Germiller wurde 1682 im oberschwäbischen Mindelheim geboren, wo er am 13. Januar 1711 Maria Salome Weißenburgerin heiratete. Sie hatten zehn Kinder.
Ab 1710 ist er mit zahlreichen Aufträgen für Kirchen und Klöster in Mindelheim und Umgebung nachgewiesen. Neben der Öl- und Freskomalerei betätigte er sich auch mit Dekorations- und Fassmalerei.
Erstmals ist eine Arbeit von ihm von 1710 erfasst. Seinen umfangreichsten Auftrag erhielt er 1712/13 mit der Ausmalung der Mindelheimer Stadtpfarrkirche St. Stephan. Er malte unter anderem Bilder für die Seitenaltäre, den Marienaltar, die Fresken im Chorraum und an der Langhausdecke. Das von ihm bemalte Chorgestühl befindet sich heute in der Wallfahrtskirche Unserer lieben Frau vom Berge Karmel in Mussenhausen. Außerdem schuf er für 36 Kreuzer das Prozessionskruzifix, für vier Gulden 1715 die Wappen der Kirche. 1719 übermalte er ein durch einen herabfallenden Balken entstandenes Loch im Kirchengewölbe. Das meiste von seiner Arbeit dort ging jedoch bei Umbauten und Sanierungen in den folgenden Jahrhunderten verloren.
Eine seiner Töchter befand sich im Heilig-Kreuz Kloster in Mindelheim, für das er ebenfalls Werke schuf.
Weitere Werke von ihm befinden sich noch in Mindelheim und Umgebung, darunter ein ehemaliges Altarbild in der Mindelheimer Gruftkapelle, zwei Gemälde aus der Pfarrkirche und drei Gemälde im Refektorium des Klosters der Englischen Fräulein. Das noch erhaltene Hochaltarbild in der ehemaligen Jesuitenkirche Mariä Verkündigung malte er ebenfalls. Er starb am 3. April 1750 und wurde auf dem Pfarrfriedhof begraben.
Er galt als versierter Meister, der gut proportionierte Figuren in graphisch fein ausgearbeiteten Gewändern in dicht gefüllten Bildräumen malte. Seine Gemälde weisen durchgehend eine leuchtende Farbigkeit auf. Allerdings fehlt ihnen der große Schwung der barocken Malerei.